# فرانك باومان (لاعب كرة قاعدة)
فرانك باومان (بالإنجليزية: Frank Baumann) هو لاعب كرة قاعدة أمريكي، ولد في 1 يوليو 1933 في سانت لويس في الولايات المتحدة.

## وصلات خارجية
- فرانك باومان على موقعبيزبول رفرنس.كوم (الدوري الرئيسي) (الإنجليزية)
- فرانك باومان على موقعبيزبول رفرنس.كوم (الدوري الثانوي) (الإنجليزية)
- فرانك باومان على موقع جمعية أبحاث البيسبول الأمريكية (الإنجليزية)
- فرانك باومان على موقع مشجعي الرسوم البيانية (الإنجليزية)